# 春田花花中華博物館
《春田花花中華博物館》 是一輯香港電台電視部的外判節目，2006年4月22日晚上七時開始在無綫電視翡翠台首播，通過麥嘜、麥兜等本土卡通人物，以通俗、娛樂手法宣揚中華文化。

## 創作人
- 作者：麥家碧、謝立文等
- 配音：黃秋生、林海峰等

## 播映時間
- 4月22日《清潔！清明！情！》
- 4月29日《庭院．月．團圓》
- 5月 6日 《禾．和味．中和》
- 5月13日《自立．龍．端陽》
- 5月20日《中國小朋友》

## 外部参考
- （繁體中文）《春田花花中華博物館》網上專頁 （页面存档备份，存于）
- （繁體中文）《春田花花中華博物館》 香港電台電視部外判節目 （页面存档备份，存于）